# Miha Kordiš
Miha Kordiš (ur. 6 marca 1989) – słoweński polityk, parlamentarzysta, działacz partii Lewica, kandydat w wyborach prezydenckich w 2022.

## Życiorys
W 2008 ukończył szkołę średnią w miejscowości Škofja Loka, a w 2016 ukończył studia z filozofii i komparatystyki literackiej na Uniwersytecie Lublańskim. Był działaczem studenckim, m.in. członkiem rady dyrektorów stowarzyszenia „Iskra”. Publikował w czasopiśmie „Zamorkla”. W 2014 z ramienia Zjednoczonej Lewicy uzyskał mandat deputowanego do Zgromadzenia Państwowego. W wyborach w 2018 i 2022 z listy partii Lewica z powodzeniem ubiegał się o poselską reelekcję.
W wyborach prezydenckich w 2022 był kandydatem swojej partii na urząd prezydenta, zajął ostatnie miejsce wśród siedmiu pretendentów z wynikiem 2,8% głosów.